# Acacia cyperophylla
Acacia cyperophylla är en ärtväxtart som beskrevs av George Bentham. Acacia cyperophylla ingår i släktet akacior, och familjen ärtväxter.

## Underarter
Arten delas in i följande underarter:
- A. c. cyperophylla
- A. c. omearana